# Chiesa di San Filippo Neri (Valfloriana)
La chiesa di San Filippo Neri è la parrocchiale a Montalbiano, frazione di Valfloriana, in Trentino. Risale al XVIII secolo.

## Storia

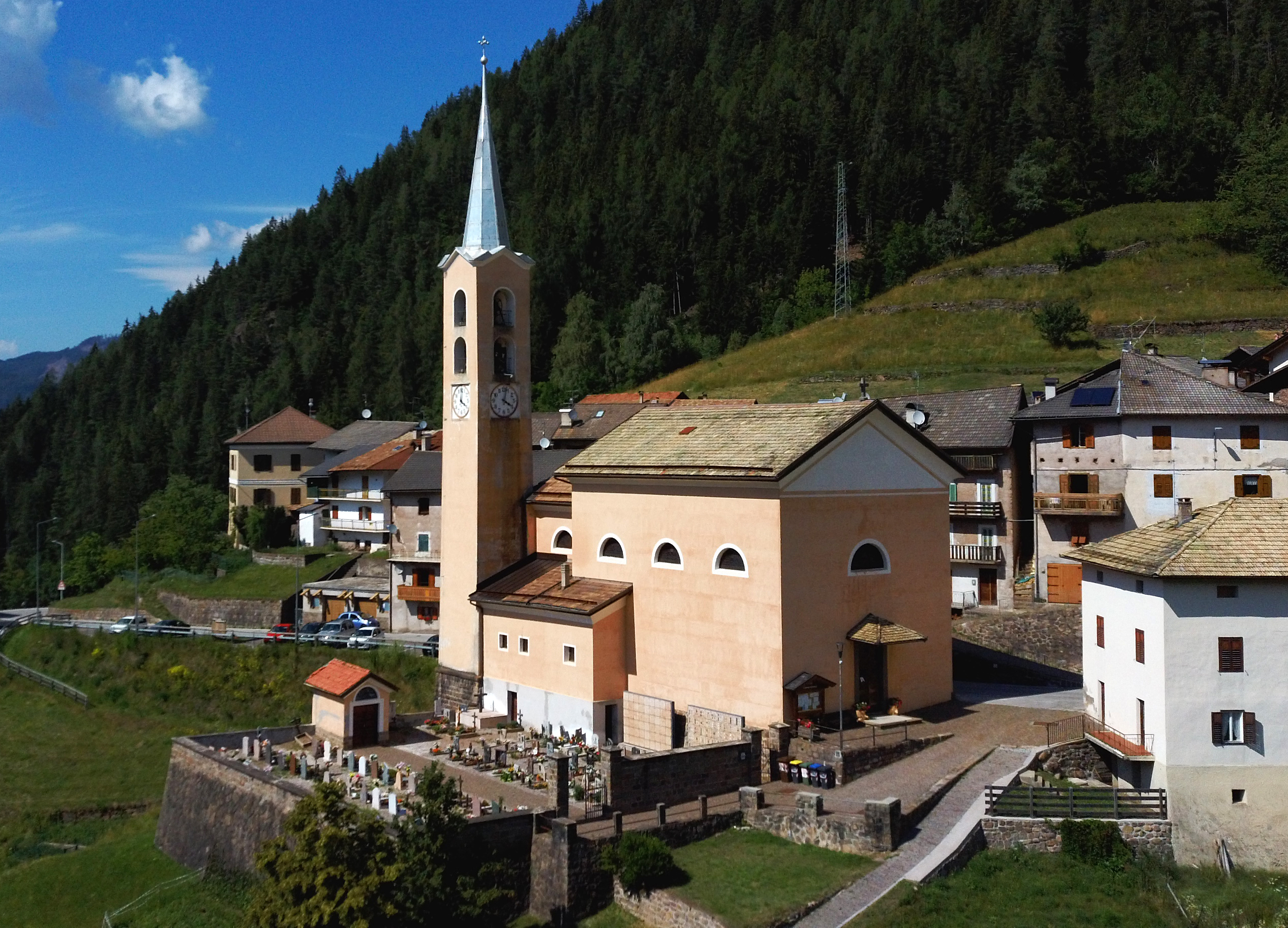
La chiesa nel 2020

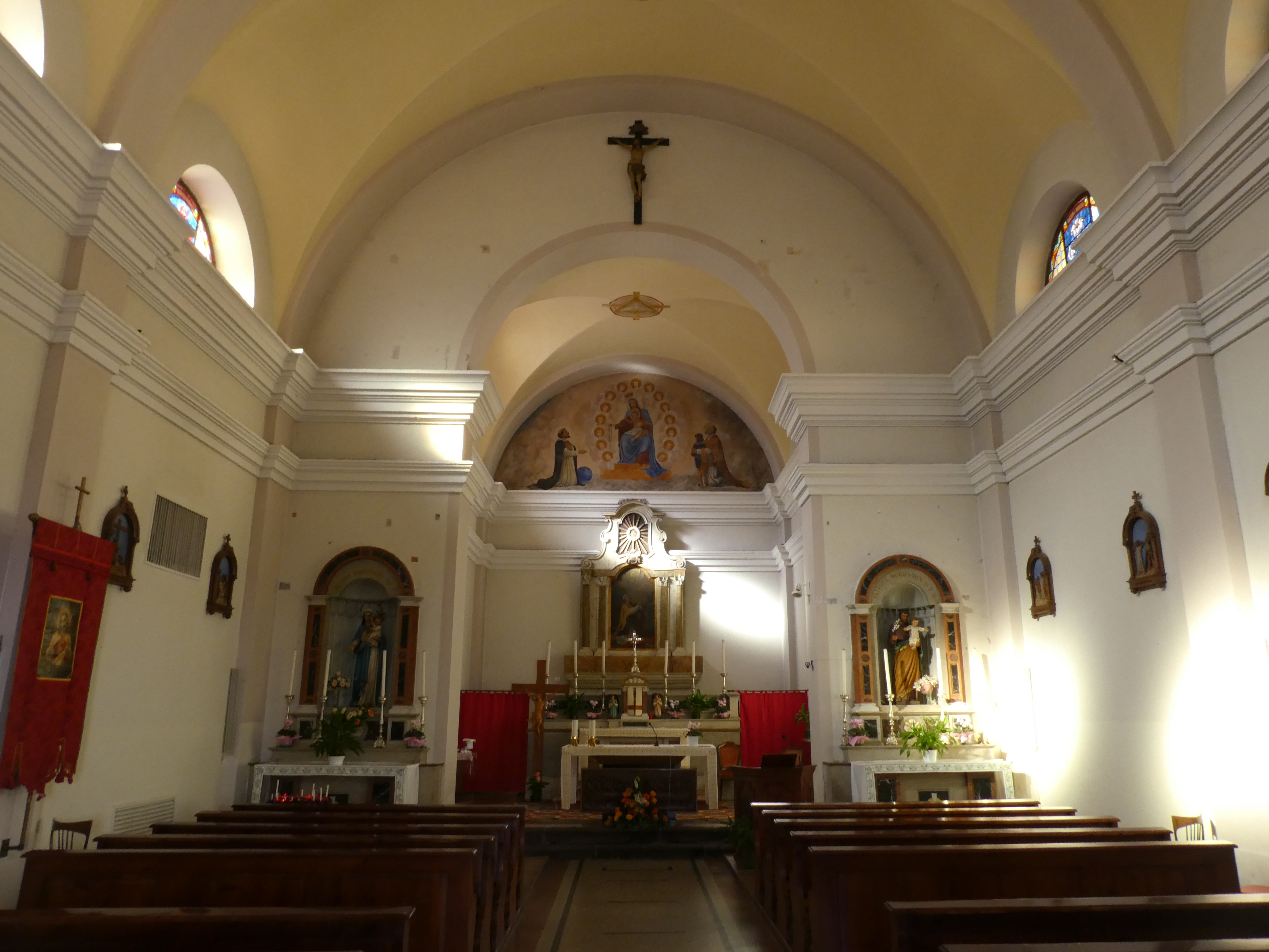
Interno

A Montalbiano la piccola chiesa intitolata a San Filippo Neri venne eretta nel 1793 e otto anni più tardi venne elevata a dignità di curazia, sussidiaria della pieve di Fiemme.
Ottenne la custodia dell'Eucaristia nel 1818 e nel 1852 venne consacrata con cerimonia solenne.
Tra il 1890 e il 1893 la chiesa del settecento venne demolita per adeguare il luogo sacro alle esigenze dei fedeli ed alle indicazioni pastorali, e al suo posto venne eretto un nuovo edificio che fu consacrato in modo solenne nel 1910.
Durante il primo dopoguerra gli interni vennero decorati e, nel 1943, ottenne dignità parrocchiale.
A partire dalla metà del XX secolo venne ampliato il camposanto accanto alla chiesa con l'erezione di una piccola cappella, vennero decorate le volte e fu eretto un nuovo campanile, in sostituzione del vecchio castello in legno che sino ad allora aveva ospitato le campane sul tetto dell'edificio. Durante i lavori relativi alla eliminazione del pulpito nella sala, vennero in parte danneggiati gli affreschi sulle pareti interne accanto al presbiterio.